# Asplenium shmakovii
Asplenium shmakovii är en svartbräkenväxtart som beskrevs av Ronald Louis Leo Viane. Asplenium shmakovii ingår i släktet Asplenium och familjen Aspleniaceae. Inga underarter finns listade.